# كيت غيل
كيت غيل (بالإنجليزية: Kate Gale)‏ هي واضعة كلمات الأوبرا وكاتِبة وشاعرة أمريكية، ولدت في 1965.